# Bactérie chimiolithotrophe
Une bactérie chimiolithotrophe est une bactérie capable d'obtenir son énergie de l'oxydation de composés chimiques inorganiques.
Les champignons, les protozoaires et la grande majorité des bactéries sont incapables de faire la photosynthèse. Ils tirent leur énergie de l'oxydation de composés chimiques et sont appelés pour cette raison chimiotrophes. Parmi les bactéries, seule une petite minorité est capable d'obtenir son énergie de l'oxydation de composés chimiques inorganiques, ce sont les bactéries chimiolithotrophes.
Ce métabolisme énergétique est exclusif, car aucun autre organisme vivant ne peut utiliser comme source d'énergie des composés minéraux. Ces composés sont de diverses natures : ions, molécules et même le soufre élémentaire. Ces composés sont métabolisés par plusieurs groupes de bactéries. L'oxydation de ces substrats génère l'énergie et parfois le pouvoir réducteur (atomes d'hydrogène) nécessaires à la biosynthèse des constituants organiques cellulaires.
La plupart des bactéries chimiolithotrophes sont autotrophes. Elles jouent un rôle important dans la production de matière primaire organique dans certains écosystèmes. Dans les sols, les bactéries nitrifiantes produisent le nitrate nécessaire aux plantes. Dans les rides médio-océaniques et les fumeurs noirs, les bactéries extrémophiles et thermophiles produisent les composés à la base des réseaux trophiques.

## Types de bactéries
La chimiolithotrophie est un mode d’acquisition d'énergie présent chez les archées et les eubactéries.
Les méthanogènes sont des procaryotes chimiolithotrophes. Ils produisent du méthane (CH4) en réduisant du gaz carbonique (CO2) grâce à du dihydrogène (H2).
De nombreuses bactéries thermophiles utilisent l'énergie du soufre ou du sulfure d'hydrogène (H2S) comme source d'énergie.
D'un point de vue écologique, les bactéries chimio-lithotrophes les plus abondantes sont les bactéries nitrifiantes. Ces bactéries pratiquent la nitrification. Les Nitrosomonas transforment l'ammoniac (NH3) en nitrites (NO2−) puis les Nitrobacter transforment le NO2− en nitrates (NO3).

## Substrats
Les substrats utilisés par les chimiolithotrophes sont le dihydrogène (H2), l'ammoniac (NH3), le dioxyde d'azote (NO2), le sulfure d'hydrogène (H2S), le soufre (S), le fer ferreux (Fe2+) et le monoxyde de carbone (CO).